# Torréfaction

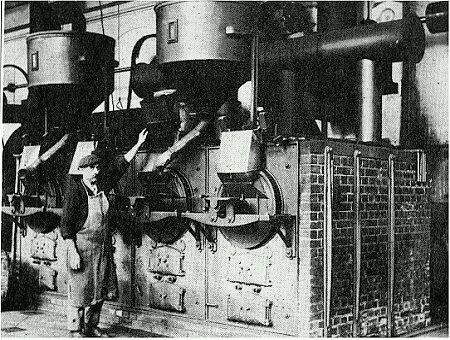
Ateliers de torréfaction de la chocolaterie Menier, construits en 1866.

La torréfaction est l'action d'exposer un aliment à un feu direct ou à une source de chaleur adaptée. Elle donne un arôme qui rappelle l'odeur des aliments un peu grillés, calcinés (empyreumatique). La torréfaction est utilisée aussi bien dans la fabrication du café ou du cacao que de la bière (maltage notamment de l'orge). On peut aussi torréfier des amandes, des noisettes, etc.

## Processus de torréfaction

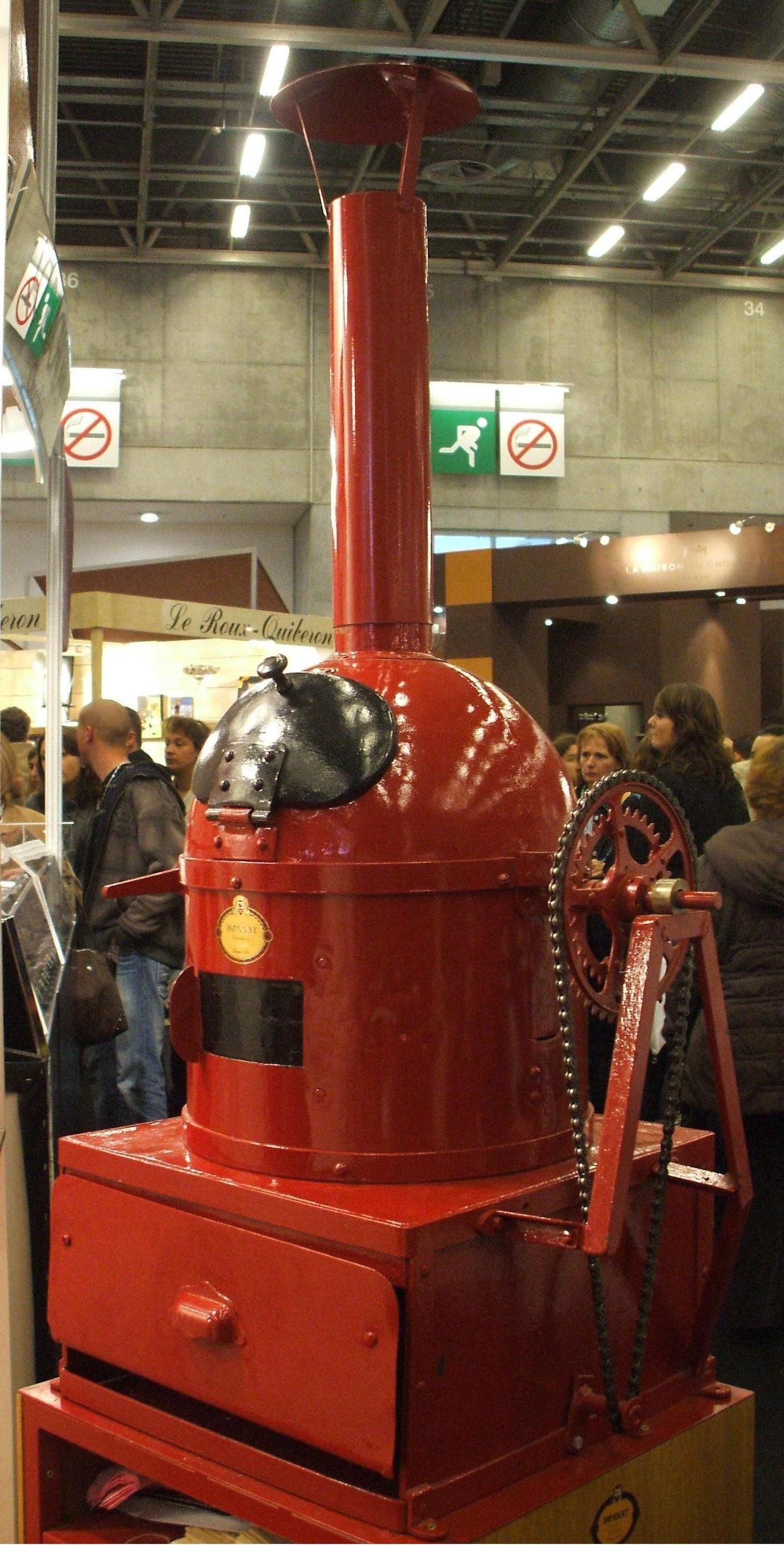
Torréfacteur.

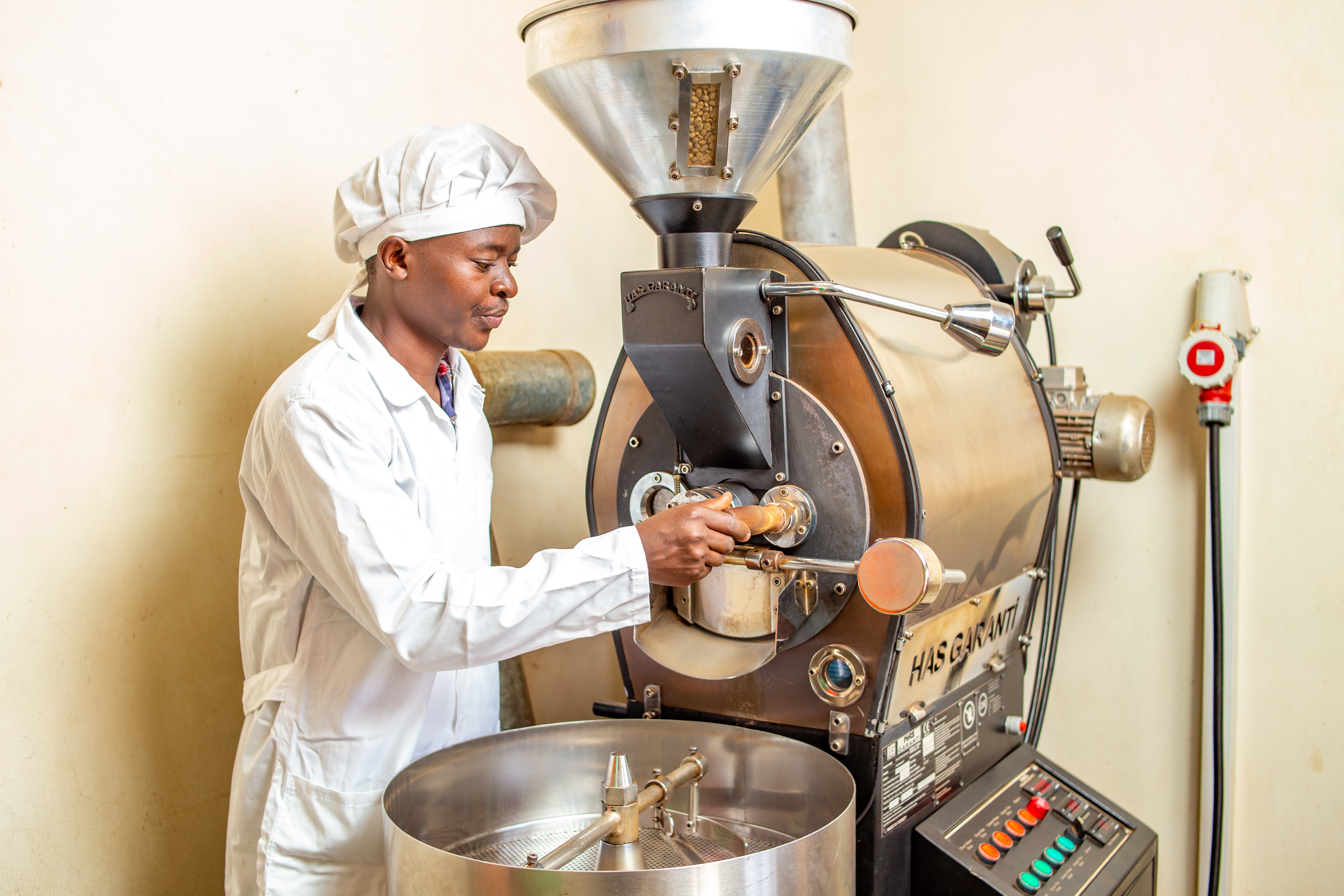
Un employé de la torréfaction vérifie la progression de la torréfaction des grains de café dans la machine à torréfier

### Vue d'ensemble
Sous l'effet d'une température relativement élevée, les sucres et l'eau donnent des caramels. Quand il n'y a plus d'eau, les sucres et les acides aminés développent les arômes par l'entremise des deux mécanismes distincts de brunissement de Maillard (ou réaction de Maillard) et de caramélisation.
La source de chaleur est soit du gaz soit du fioul, le gaz étant préférable. En effet, le fioul, lorsque le brûleur est parfaitement réglé, ne dégage aucune odeur mais, à la moindre poussière ou au moindre déréglage, il « fume » et donne à l'aliment des odeurs très désagréables.

### Réactions chimiques
Trois réactions chimiques interviennent principalement:
- les réactions de glycation et les réactions amino-carbonyles, fautivement nommées "réactions de Maillard"
- les caramélisation s
- les réactions de Strecker

Les deux premières réactions sont déterminantes dans la production des arômes et constituent les deux principaux types de brunissement non-enzymatique. La dernière réaction intervient plutôt dans le changement de pigmentation.

### Torréfaction et santé
La torréfaction fait apparaître l'acrylamide, une substance potentiellement cancérigène chez l'humain. Cependant, une étude menée au Brésil sur le café par des chercheurs n'a pas permis de confirmer ou d'infirmer les risques pour la santé selon le degré de torréfaction.

## Torréfaction du café

### Du grain vert aux teintes blondes, brunes ou noires
Le grain vert n'a aucun arôme ni saveur. Ce sont les Éthiopiens qui, au XIVe siècle, ont découvert fortuitement le processus de torréfaction du café permettant de révéler le goût et l'arôme des grains. La torréfaction du café doit être réalisée le plus près possible du moment où il sera bu afin de garder le plus de goût possible.
Alors que les Américains achetaient jusque-là, à l'épicerie, leur café vert, John Arbuckle commercialise à partir de 1873 les premiers paquets de café torréfié, sous la marque "ARIOSA" (A pour " Arbuckle"; RIO pour "Rio"; et SA pour "Santos", les deux origines brésiliennes qu'il mixe). Il a bientôt 85 usines réparties entre New York et Pittsburgh. En 1881, après l'échec du corner sur le café de 1880, il est devenu le premier négociant de New York.

### La cuisson

#### La torréfaction traditionnelle

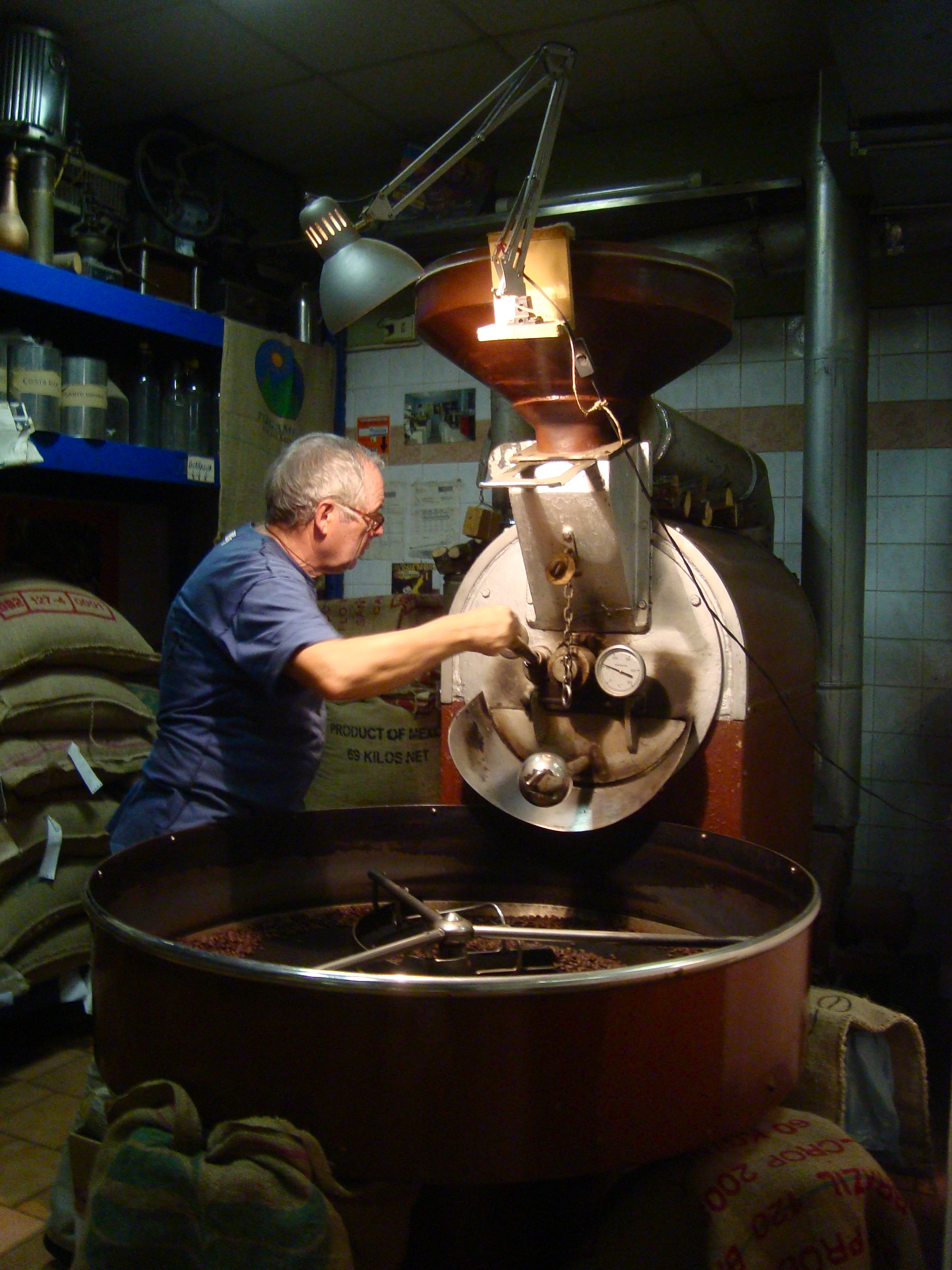
La torréfaction traditionnelle au feu de bois au Caffè Sant'Eustachio de Rome.

L'opération se déroule dans un grilloir circulaire ou cylindrique, le torréfacteur : un appareil muni d'un tambour et chauffant au gaz, à l’électricité ou au bois, en rotation permanente pour que les grains, toujours en mouvement, soient torréfiés de façon uniforme et sans brûler.
Ce n'est pas la flamme qui va torréfier le café mais la chaleur diffusée au travers d'un four constitué de briques et de dalles réfractaires :
le café vert, après un dernier époussiérage, arrive par une trémie située en haut de l'appareil. Il est alors introduit dans un cylindre horizontal muni de pales métalliques qui vont l'agiter pendant toute la durée de la torréfaction. Lorsque le café est introduit dans le cylindre, sa température est comprise entre 180 °C et 220 °C. L'arrivée d'une masse de matière froide la fait chuter à 120 °C. Elle va remonter à 200 °C en 15 minutes. En Espagne on rajoute un peu de sucre pour obtenir des grains légèrement caramélisés, en Italie un peu de beurre.
La source de chaleur doit être régulée car les réactions du café évoluent au cours de la torréfaction : au début, le café est endotherme (il absorbe la chaleur), en fin de torréfaction, il est exotherme (c'est lui qui libère de la chaleur). Le contrôle de la torréfaction est automatique pendant les 17 premières minutes. Mais, à partir de ce moment, seul un humain peut juger de la parfaite torréfaction du café (œil-nez-oreille).
Pour ce faire, il dispose d'un hublot en mica, qui lui permet de voir le café à l'intérieur, mais surtout d'une sonde avec laquelle il retire quelques grains de café, ce qui lui permet de les évaluer correctement. Quand le café est torréfié à point, le conducteur ouvre la porte métallique du cylindre et le café tombe dans un bac de refroidissement équipé de pales, de brosses et d'un puissant ventilateur.
Pendant la torréfaction, le café est dépelliculé, c'est-à-dire que la fine pellicule argentée (spermoderme) qui recouvre certains grains et qui est très chargée en caféine est enlevée, aspirée et régulièrement nettoyée, car elle est sèche et très inflammable.
Après la torréfaction, le grain de café a changé de couleur, pris du volume et perdu de son poids : sur 150 kg avant torréfaction, il en reste 120 kg à cause de la perte en eau du grain.

#### La torréfaction artisanale
La torréfaction artisanale consiste d'abord à réaliser un profil de torréfaction pour un café donné, puis à reproduire la courbe de torréfaction broche après broche (on appelle "broche" ce qui équivaut à une "fournée"). Chaque étape de cuisson est importante pour obtenir le résultat souhaité en tasse. Les étapes que le café subit au cours d'une broche sont les suivantes : dessiccation (ou séchage) ; réactions de Maillard et dégradation de Strecker, caramélisation, 1er crack (les grains gonflés de vapeur et de gaz craquent sous l'effet de la pression), développement, 2e crack. Ils sont ensuite refroidis et mis à dégazer. L'artisan torréfacteur agit à chaque moment : il choisit d'abord la température de charge puis joue avec les fonctions de son outil (le torréfacteur) pour influer sur la courbe de cuisson. En torréfaction artisanale, une broche peut prendre entre 10 et 20 minutes.

#### La torréfaction flash
Cette méthode, souvent utilisée par les industriels pour les cafés d'entrée de gamme, consiste à pulser de l'air chaud à 700 °C.
Elle permet de ramener le temps de torréfaction à 4 minutes environ.

### Le refroidissement

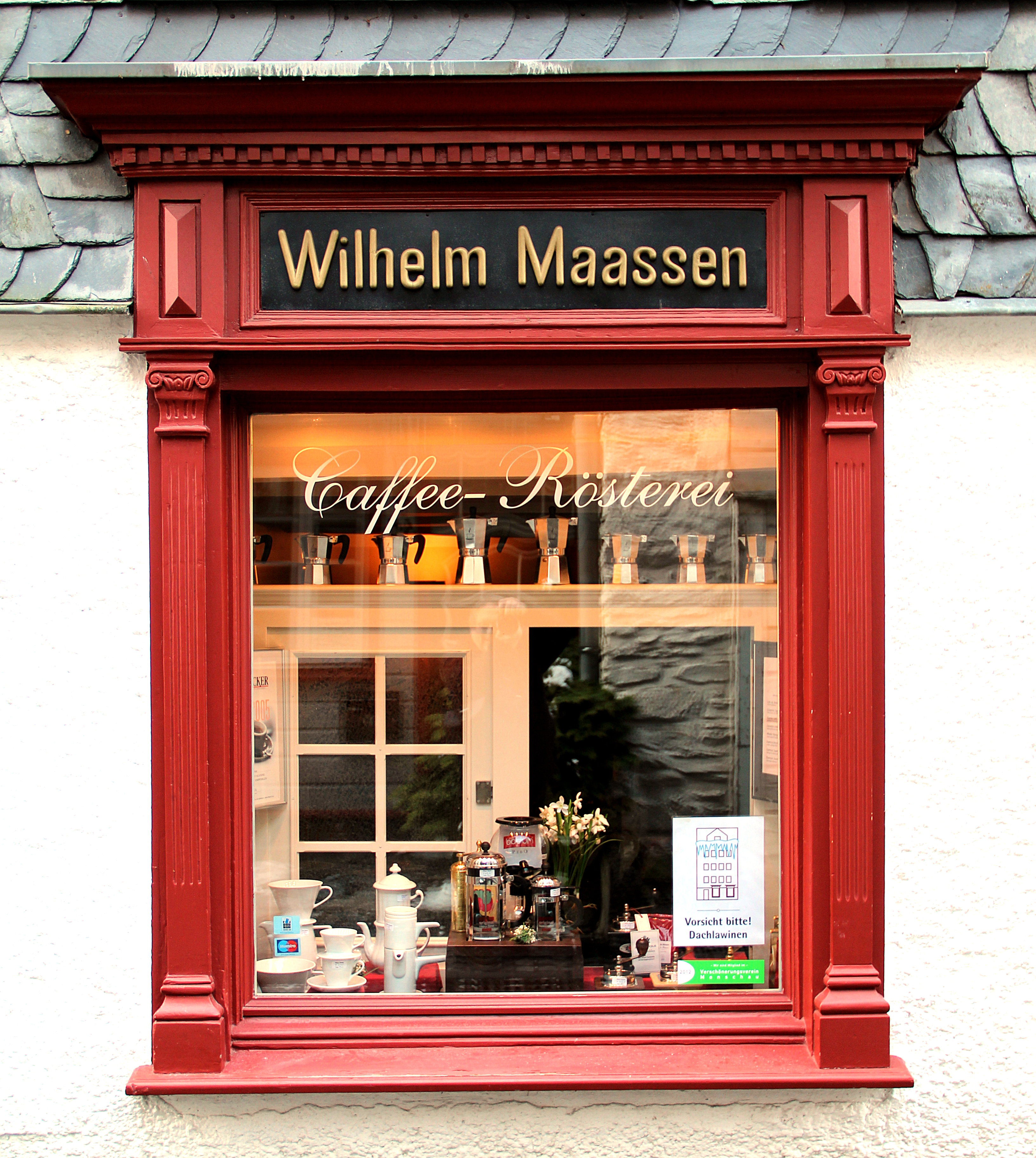
Vitrine d'une boutique de torréfacteur à Montjoie (Allemagne).

Le café doit être refroidi rapidement. En effet, il continuerait sa cuisson si on le laissait en l'état et l'on obtiendrait une torréfaction plus poussée que celle désirée. Il y a deux méthodes de refroidissement : celle que nous venons de décrire, simplement à l'air, et une seconde méthode, à l'eau.
Cette méthode n'a rien de frauduleux car la loi autorise une humidité de 5 % pour le café torréfié mais elle présente trois inconvénients majeurs : l'eau oxyde le café, bloque ses arômes et, il faut bien l'avouer, quand le consommateur achète 100 kg de café refroidi de cette manière, il a en réalité 95 kg de café + 5 kg d'eau qu'il paie au même prix. Il existe plusieurs méthodes pour injecter de l'eau en fin de torréfaction. Si l'on souhaite conserver le café dans le meilleur état possible, il faut s'assurer que l'eau soit vaporisée avant d'entrer en contact avec les grains. Ceci permet de refroidir rapidement la grillée tout en évitant la prise d'eau et l'oxydation. Ce procédé est connu sous la dénomination anglophone de « quenching ».

### Les nuances
La torréfaction est riche d'une infinité de nuances :
- légère : blonde ou New England
- moyenne : ambrée ou American
- moyennement poussée : robe de moine ou Light French (la plus habituelle en France)
- poussée : brune ou French
- très poussée : très brune ou Dark French ou Italian

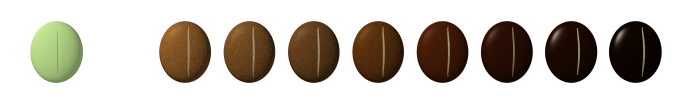
unroasted, light, cinnamon, medium, high, city, full city, French et Italian
(gradations anglaise et italienne).

## Torréfaction du cacao
Pour les fèves de cacao, le procédé est proche de celui du café. Les fèves (environ 40 kg) sont versées dans le torréfacteur par une trémie sur le dessus. Elles sont roulées tout au long de la torréfaction. La température de torréfaction est d'environ 180 °C pour une durée de l'ordre de 32 à 34 minutes selon la provenance et le séchage des fèves. À l'issue de la cuisson, les fèves sont brassées et ventilées. Les cosses les plus volatiles sont évacuées par le flux, le reste sera trié lors du broyage.

## Torréfaction du maïs
La torréfaction du maïs, procédé aussi nommé toastage, se fait au moyen d'une machine consistant en une vis d'Archimède (hélicoïdale) sans axe physique qui est parcourue par un courant chauffant la vis. Celle-ci, en même temps qu'elle tourne, va faire avancer le produit dans l'appareil sur un parcours de cinq mètres. Comme la vis est chaude, elle va chauffer le produit ce qui donne un traitement de toastage en continu. Lorsque le produit sort de l'appareil de chauffage, il passe alors dans un refroidisseur. À ce moment, soit le toastage est considéré comme terminé, soit le produit retourne dans une réserve en attente d'un deuxième passage ou plus. Le nombre de passages varie selon le type de grains.
Cette machine permet de toaster le grain de maïs à 220 °C. Afin de les atteindre, il y a à chaque passage une phase de montée en température par paliers. Lorsque l'appareil est à 120 °C, on introduit le maïs. Puis une montée en température par paliers est effectuée jusqu'à 220 °C. Cette montée par paliers est nécessaire pour éviter le risque de faire brûler le maïs si on chauffe directement à 220 °C. On obtiendrait alors des grains noirs et non toastés. Le premier passage correspond à une phase de séchage afin de diminuer l'humidité du maïs et commencer le toastage. Après chaque étape de chauffage, le maïs sort à 220 °C et est refroidi à 35−40 °C avant d'être à nouveau réchauffé pour le passage suivant.
Actuellement, quelques problèmes ont été observés. Tout d'abord, la variété de maïs. Un maïs denté est utilisé pour le toastage. Cependant, sa forme l'empêche de bien rouler entre les spires de la machine ce qui fait que certains grains sèchent plus vite que d'autres et le seront donc en excès à la fin du toastage. Un maïs plus adapté au toastage serait donc un maïs corné. Comme le grain est plus rond, le mouvement dans la masse sera plus facilité. De plus, un maïs avec une teneur en sucre plus importante pour la caramélisation et la douceur du produit serait un autre critère d'amélioration.
Aujourd'hui, il y a une certaine variabilité dans les grains de maïs toastés. En effet, il est difficile d'obtenir des produits réguliers et les paramètres d'influence sur le toastage ne sont pas connus.
La température extérieure ainsi que le temps du débit d’air et l'humidité initiale du produit varient et ne sont pas réguliers ce qui a un impact sur le toastage. De même, la durée de toastage et la composition du grain propre aux différentes espèces sont à prendre en compte.

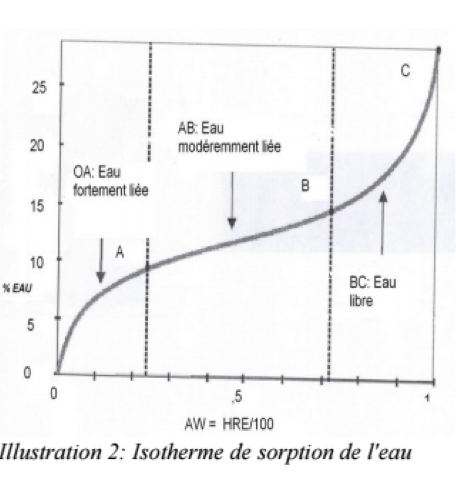
Isotherme de sorption de l'eau.

Le premier passage du grain de maïs dans la machine correspond à une étape de séchage. En effet, lorsque le grain de maïs entre dans la machine, son taux d'humidité (ou teneur en eau) est de 12-13 %. Pour que le toastage du grain commence, il faut que cette teneur en eau diminue jusqu'à 8 %. Effectivement, les réactions de brunissement du grain par la réaction de Maillard dépendent de l'activité de l'eau. La vitesse de brunissement atteint un maximum pour une activité de l'eau comprise entre 0,5 et 0,8. Et il faut savoir que le taux d'humidité et l'activité de l'eau sont étroitement liées.

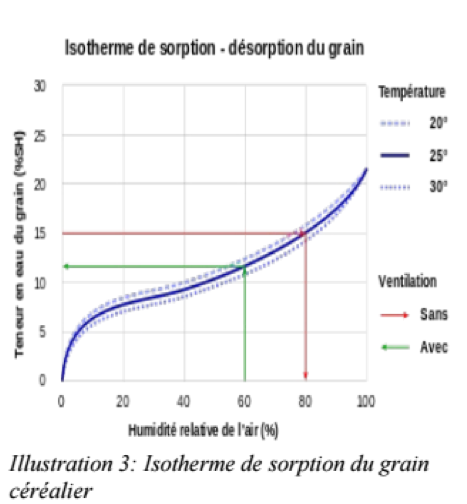
Isotherme de sorption du grain céréalier.

D'après l'isotherme de sorption du grain, on peut voir que plus la teneur en eau dans le grain diminue, plus l'humidité relative (ou activité de l'eau) diminue. Et pour une même activité de l'eau, plus la température augmente, plus la teneur en eau diminue. Donc on peut supposer qu'à haute température dans la machine, un taux d'humidité dans le grain de maïs de 8 % permet d'avoir en effet une activité de l'eau optimale pour les réactions de brunissement du grain.
Cette diminution du taux d'humidité jusqu'à 8 % dans le grain de maïs demande environ 50 minutes, soit la durée du premier passage dans la machine. Cependant la réaction de Maillard s'effectue quand même à partir de 120 °C, car le taux d'humidité est en dessous de 50 %, mais très faiblement, car ce ne sont pas les conditions optimales. D'autre part, il y a une diminution de l'eau libre dans le grain et donc une diminution du poids du grain. Cela cause une augmentation de la pression de vapeur d'eau dans le grain, ce qui entraîne une augmentation du volume du grain.
Après son premier passage dans la machine, le grain a un taux d'humidité d'environ 8 %, propice aux réactions de brunissement non-enzymatique du grain. Ce passage permet aussi la formation de craquelures dans le grain. Ces craquelures vont alors permettre le mélange des composés phénoliques, localisés dans la vacuole, avec les enzymes d'oxydation, présentes dans le cytoplasme des cellules. Ce mélange réactionnel est propice au brunissement enzymatique.
À la fin de chaque passage, le grain de maïs subit un refroidissement jusqu'à une température de 35−40 °C, qui est la température optimale pour le brunissement enzymatique . Lors du brunissement enzymatique, il y a une oxydation des composés phénoliques, en présence d'oxygène moléculaire, par des polyphénol oxydases. Ces réactions d'oxydation entraînent la formation de quinones. Les quinones sont des produits intermédiaires. Après la création de nouvelles liaisons intramoléculaires et des réarrangements, elles vont permettre la formation de multiples produits d'oxydation. Soit des molécules donnant une coloration brune, comme les déhydrodicatéchines de type A ou la mélanine, qui est la molécule principalement responsable du brunissement, soit de nouvelles molécules phénoliques, augmentant l'amertume du grain de maïs.
Lors du second passage du grain de maïs dans la machine, la réaction de Maillard commence à 120 °C. C'est à cette température qu'apparaissent les arômes de caramel ou de cuit. De plus, cette température provoque la dégradation des protéines, et donc la formation d'acides aminés tels que la lysine. Ensuite, a lieu la 2e étape de la réaction de Maillard où il y a une diminution significative de la quantité de lysine présente dans le grain. À 150 °C, lors de la 3e étape de la réaction de Maillard, il y a formation de pyrazines, qui vont donner des arômes torréfiés. À la fin de la réaction de Maillard, il y a formation de mélanoïdines, qui sont des polymères bruns donnant la couleur brune aux grains toastés, et de furane et d'acrylamide, qui sont des contaminants. La caramélisation a lieu à partir du point de fusion des sucres, qui est de 186 °C pour le saccharose. À une température d'environ 210 °C, il y a une carbonisation du sucre qui permet la formation de pigments noirs, d'une odeur de brûlé et l'apparition d'amertume. Cette amertume est liée à la dégradation thermique de composés phénoliques. Ce sont leurs produits de dégradation qui participent au développement de l'arôme amer.
Pour finir, lors des derniers passages du grain de maïs dans la machine, il y a intensification des réactions qui ont lieu lors du second passage. Avec un développement plus poussé des arômes comme l'amertume, et de la couleur, comme la couleur brune. Il y a aussi une poursuite du brunissement enzymatique avec l'oxydation des composés phénoliques, entre chaque passage. Un toastage peut être employé pour divers objectifs que ce soit pour apporter des bénéfices nutritionnels ou des saveurs particulières ou encore de stabiliser le produit.

## Torréfaction de l'orge
Les grains d'orge sont torréfiés pendant l'opération plus générale du maltage. Elle permet d'obtenir des malts au goût prononcé, qui donneront autant de nuances de couleurs que de saveurs aux bières qui seront brassées avec : plus le malt sera torréfié, plus l'aspect en sera sombre, et le goût proche du café ou du chocolat.

## Torréfaction du bois
La torréfaction du bois (comme n'importe quelle biomasse végétale) est possible, produisant diverses matières volatiles au fur et à mesure que la masse du bois chauffé diminue. Une thèse française a porté sur la torréfaction expérimentale de hêtre commun, réalisée sous atmosphère inerte, à des températures de 200 à 300 °C pour étudier les gaz émis par la thermodégradation de la cellulose, du xylane et de la lignine. Selon l'auteur, « Le bilan matière boucle entre 97 % et 104 %. Les principales matières volatiles émises par la torréfaction de ce bois sont l’eau, le formaldéhyde, l’acide acétique et le CO2. De l'acide formique, du CO, du méthanol et du furfural sont aussi mesurés en quantités moindres. Certaines de ces espèces ne sont pas produites par tous les constituants du hêtre. Il semble en particulier que l’acide acétique soit produit à partir de la dégradation des acétates contenus dans les hémicelluloses. Par ailleurs, il apparaît en première approximation que la transformation peut être correctement représentée par la loi d’additivité jusqu’à 250 °C. Cela n’est plus le cas à 280 °C et 300 °C, du fait d’interactions entre la cellulose et les deux autres constituants du bois. Celles-ci ralentissent la vitesse de torréfaction de la cellulose ». Ce travail a aussi abouti à proposer un modèle permettant de prédire la quantité de gaz issus de la torréfaction du hêtre, selon ses conditions.